# 帕特森鎮區 (伊利諾伊州格林縣)
帕特森鎮區（英語：Patterson Township）是位於美國伊利諾伊州格林縣的一個行政鎮區。

## 地方資料
根據2010年美國人口普查的數據，帕特森鎮區的面積為133.40平方千米，當中陸地面積為132.00平方千米，而水域面積為1.40平方千米。當地共有人口600人，而人口密度為每平方千米4.5人。